# Zoolâtrie

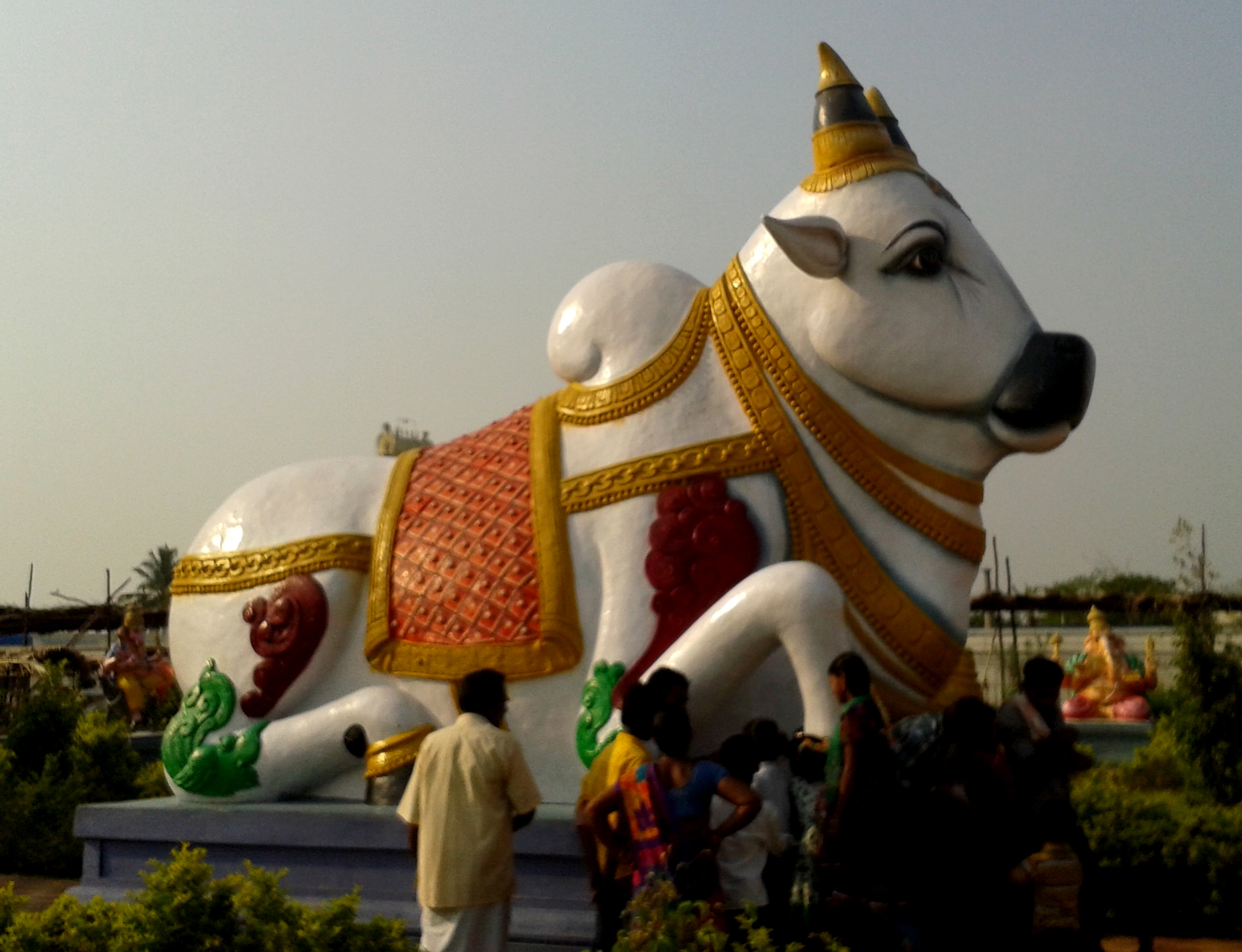
Statue d'une vache au temple de Shiva à Kanipakam.

La zoolâtrie est une forme de culte religieux rendu à des animaux ou à des représentations d'animaux. La révérence à la queue d'une vache par les hindous est un exemple de zoolâtrie.

## Étymologie et terminologie
Le terme provient de l'ancien grec zôon, qui signifie « animal », et du latin latreia, qui signifie « culte ». Une personne qui pratique la zoolâtrie est un « zoolâtre
 ». 

## Histoire
La zoolâtrie a souvent été attribuée à tort par différents commentateurs, qui confondent l'attribution d'un lien avec le sacré à un animal, et un culte rendu à l'animal lui-même. Il existe aussi une confusion avec le totémisme.
On retrouve la zoolâtrie dans de nombreuses cultures. 
Chez les Égyptiens anciens, le chat par exemple était vénéré.